# Association Sportive de Monaco Football Club
L'Association Sportive de Monaco Football Club (pronuncia francese: /ɑ ɛs mɔnako/), noto più semplicemente come Monaco, è una società polisportiva monegasca con sede nel Principato di Monaco, attiva soprattutto nel settore del calcio professionistico.
Fondato nel 1924 a seguito della fusione di quattro società sportive di Beausoleil, il club milita nella Ligue 1, la massima divisione del campionato francese di calcio, di cui ha disputato trentacinque edizioni consecutive (dalla stagione 1977-1978 alla stagione 2010-2011): si tratta di una delle poche squadre calcistiche che disputano un campionato straniero, in quanto il Principato di Monaco non ha una propria federazione iscritta né alla UEFA né alla FIFA. Dal 1940 la squadra disputa le partite interne allo stadio Louis II, stanziato nel quartiere di Fontvieille. Come rappresentante del Principato di Monaco, i colori sociali del club sono il rosso e il bianco; il completo tradizionale da gioco, ideato dalla principessa Grace Kelly, è una maglia costituita da una metà rossa ed una bianca, divise diagonalmente.
Nel suo palmarès il club annovera 8 campionati francesi, 5 Coppe di Francia, una Coppa di Lega francese, 4 Supercoppe di Francia, per un totale di 18 trofei nazionali (che ne fanno il quinto club più titolato di Francia), e 3 Coppe delle Alpi, oltre a un titolo di seconda divisione e una Coppa Charles Drago. La squadra conta 17 partecipazioni alla UEFA Champions League, competizione nella quale ha raggiunto la finale nella stagione 2003-2004, persa per 0-3 contro i portoghesi del Porto.
Esiste una forte rivalità tra il Monaco e il Nizza, con cui i monegaschi disputano il derby della Costa Azzurra.

## Storia

### Dagli albori agli anni settanta

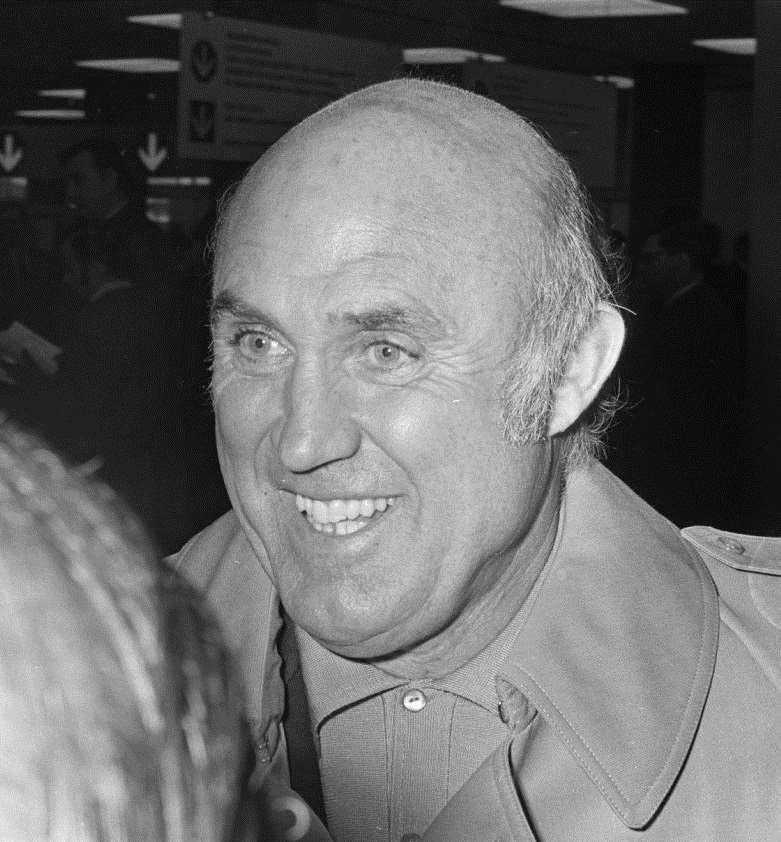
Lucien Leduc, il primo allenatore vincente del club.

Il club fu fondato il 23 agosto 1924 dalla fusione di Swimming Club, Monaco Sports, A.S. Beausoleil, Étoile de Monaco e Riviera A.C., e incominciò a giocare nelle divisioni regionali e nella Division 2. Il Monaco guadagnò definitivamente lo status di squadra professionistica nel 1948 ed esordì in massima serie nel 1953. Dopo alcuni anni di assestamento il club si impose come squadra di classifica medio-alta, ma fu solo dopo l'arrivo in panchina di Lucien Leduc, nel 1958, che la squadra iniziò ad ottenere i primi trofei, vincendo due campionati nel 1960-61 e nel 1962-63, anno in cui centrò il double andando a vincere la sua seconda Coppa di Francia (la prima fu vinta nel 1959-60). Tra i giocatori principali in questo periodo del club del Principato ricordiamo Christian Dalger, Rolland Courbis, Jean Petit e Jean-Luc Ettori; gli ultimi due sono emblemi del club, avendovi giocato per tutta la loro carriera da calciatori professionistici.
Dopo questo periodo di successi, il Monaco passò un quindicennio di alti e bassi, dove ottenne dei risultati variabili tra la prima e la seconda divisione: fu solo grazie al ritorno di Leduc che la squadra tornò ai vertici, vincendo un campionato nel 1977-78 (solo l'anno prima la squadra era in Division 2) e una Coppa di Francia nella stagione 1979-80, anno in cui Gérard Banide aveva sostituito Leduc alla guida della squadra. A contribuire a questi successi fu in particolar modo l'attaccante italo-argentino Delio Onnis, miglior cannoniere di sempre della Ligue 1, che mise a segno in sette anni (fu acquistato nel 1973 dallo Stade de Reims) 223 gol complessivi.

### Gli anni ottanta
Con Banide in panchina il Monaco si confermerà come una big, non oltrepassando il quarto posto (vincendo anche un campionato nella stagione 1981-82), ma dopo il suo esonero la squadra affronterà un lieve declino di risultati (l'unico trofeo sarà una Coppa di Francia nella stagione 1984-85).

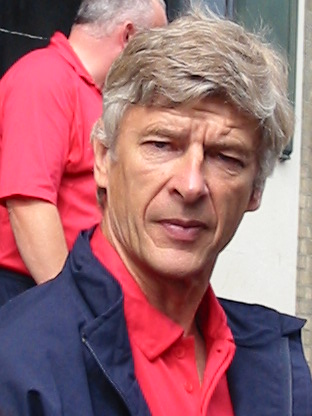
Arsène Wenger, l'allenatore più vincente del Monaco.

Si dovette aspettare il 1987, quando subentrò in panchina Arsène Wenger, il ritorno del club ai vertici. Nel suo primo anno nel club grazie ai nazionali Glenn Hoddle, Marcel Dib, Manuel Amoros, Patrick Battiston e Luc Sonor Wenger portò il titolo di campione di Francia, dopo un digiuno durato 6 anni. L'unico passo falso lo fece nella Coppa di Francia, nella quale uscì contro il Nizza nel 16° di finale.
Nella stagione seguente il Monaco chiude 3º in campionato, arriva in finale della Coppa di Francia, dove però si inchina al Olympique Marsiglia. Al di là dei risultati, il Monaco fa un suo record personale (ormai superato con la finale nella stagione 2003-2004), superando il sedicesimo di finale della Coppa dei Campioni e l'ottavo di finale contro il Club Bruges (andata persa 1-0; ritorno vinto 6-1), ma soccombe contro i turchi del Galatasaray.

### Gli anni novanta
Negli anni che seguono il club ottiene una partecipazione alla Coppa UEFA, arrivata agli ottavi di finale, persa contro i russi del Torpedo Mosca, e la vittoria della Coppa di Francia nel 1991. L'anno precedente arrivò nella semifinale della Coppa delle Coppe, persa contro la Sampdoria per 4-2. Inoltre l'anno seguente, anche con un 3º posto in campionato, il Monaco si qualifica nella UEFA Champions League (a causa della squalifica dell'Olympique Marsiglia in seguito all'Affare VA-OM), nella quale passa i turni preliminari e la fase a gironi, con 7 punti, sotto al Barcellona (10 punti), ma perdendo la semifinale in gara unica contro il Milan per 3-0.

Thierry Henry alle prese con gli interisti Bergomi e Djorkaeff durante la semifinale di Coppa UEFA 1996-1997.

Anche dopo la partenza di Wenger, a cui si sostituì Jean Tigana nel 1996, il Monaco continuò a confermarsi una delle principali squadre di Francia e d'Europa: nella stagione 1996-97 il Monaco vinse il suo sesto titolo nazionale e raggiunse le semifinali di Coppa UEFA, mentre nella stagione successiva verrà eliminato dalla Juventus in semifinale di Champions League.

### Gli anni duemila
Dopo aver vinto nel 1999-00 il suo settimo trofeo nazionale (con Claude Puel in panchina), nel 2001 la squadra fu affidata a Didier Deschamps, che dopo due piazzamenti di classifica medio-bassa, riuscì a far tornare il Monaco ai vertici nazionali (guadagnando un secondo posto e due terzi posti consecutivi, di cui uno, nella stagione 2003-04, conseguito dopo essere stato per gran parte del torneo in testa alla classifica), e internazionali, raggiungendo nella stagione 2003-04 la finale Champions League, persa per 3-0 contro il Porto all'epoca allenato da José Mourinho.

Formazioni della finale di Champions League 2003-2004 Monaco-Porto.

L'esonero di Deschamps all'inizio della stagione 2005-2006 diede inizio ad un periodo di crisi per la squadra, che non riuscì più ad ottenere risultati di vertice nonostante l'avvicendamento di vari allenatori come Francesco Guidolin, László Bölöni, Laurent Banide e Ricardo Gomes.
Nella stagione 2009-2010 la squadra ritorna a disputare una finale di Coppa di Francia, poi persa contro il Paris Saint-Germain. L'annata successiva vede sancire la retrocessione del Monaco in Ligue 2 per la prima volta dopo 34 anni, in seguito alla sconfitta casalinga per 0-2 contro il Lione all'ultima giornata.

### Gli anni duemiladieci
Nel dicembre del 2011 il magnate russo Dmitrij Rybolovlev, titolare della società Monaco Sport Invest (Msi), acquista la quota di maggioranza del club.
Il 30 maggio 2012 la società monegasca comunica di aver messo sotto contratto Claudio Ranieri, a cui viene assegnato il compito di riportare la compagine biancorossa in Ligue 1, dopo il deludente 8º posto della stagione precedente. L'obiettivo riesce grazie alla vittoria nel campionato di Ligue 2.
Nel mercato estivo il Monaco si rinforza acquistando i due gioielli del Porto, James Rodríguez e João Moutinho, per 70 milioni di euro, Éric Abidal e Ricardo Carvalho a parametro zero, Jérémy Toulalan dal Malaga per 5 milioni, Geoffrey Kondogbia dal Siviglia per 20 milioni e Radamel Falcao dall'Atlético Madrid per circa 60 milioni. Questo è stato anche il più costoso trasferimento nella storia del campionato francese, record ora detenuto da Neymar.
La prima stagione in Ligue 1 sotto la presidenza di Dmitry Rybolovlev si conclude con un ottimo 2º posto in classifica da neopromossa, alle spalle del Paris Saint-Germain. In Coupe de France la squadra di Ranieri viene eliminata in semifinale dal Guingamp (poi vincitore), mentre in Coupe de la Ligue non riesce a superare il 3º turno, venendo sconfitta dallo Stade de Reims.

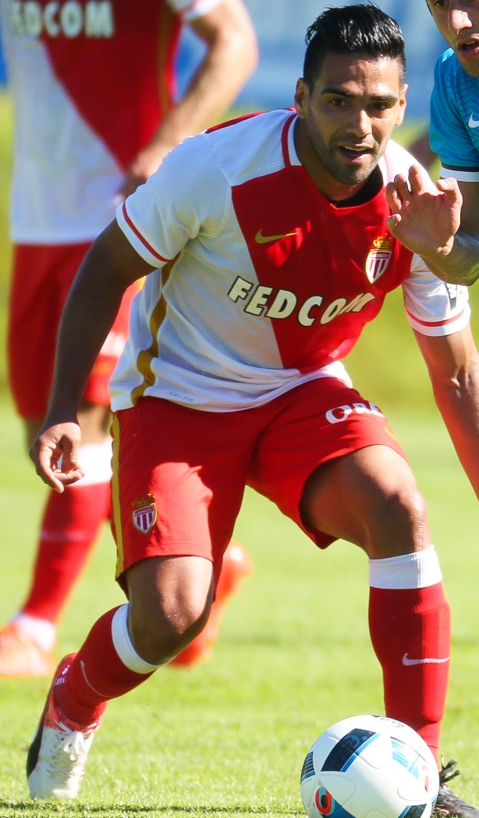
Radamel Falcao

Nell'estate 2014, in seguito a problemi finanziari causati dal divorzio fra Dmitrij Rybolovlev e la sua ex moglie Elena Rybolovleva, gran parte dei giocatori acquistati nella stagione precedente vengono ceduti. Tuttavia, la squadra del nuovo tecnico Leonardo Jardim riesce a ben figurare in Champions League, arrivando prima nel proprio girone ed eliminando il ben più quotato Arsenal negli ottavi di finale, per poi essere eliminata dalla Juventus ai quarti.
Nell'estate 2015 Geoffrey Kondogbia è venduto all'Inter per 40 milioni e Lucas Ocampos all'Olympique Marsiglia per 7 milioni di euro. Falcao è ceduto in prestito al Manchester Utd (e poi al Chelsea) e Yannick Ferreira Carrasco va all'Atlético Madrid per 20 milioni di euro. Lasciano il club anche Nicolas Isimat-Mirin, ceduto al PSV per 3 milioni di euro, Berbatov, a fine contratto, e Stekelenburg al Fulham per fine prestito. La rosa viene rinnovata senza esborsi, con l'arrivo di molti giovani francesi quali Thomas Lemar, Farès Bahlouli, Corentin Jean e Allan Saint-Maximin, oltre al maliano Adama Traoré, all'argentino Guido Carrillo, al brasiliano Gabriel Boschilia, al portoghese Ivan Cavaleiro e all'italiano Stephan El Shaarawy. Il Monaco ottiene il terzo posto in campionato per la seconda volta consecutiva e sempre dietro a PSG e Lione. Dopo l'eliminazione nel play-off di Champions League, esce nella fase a gironi dell'Europa League.
Nell'estate 2016 il Monaco ingaggia l'attaccante Valère Germain - che si affianca a Radamel Falcao, di ritorno dai prestiti - e i difensori Djibril Sidibé, Benjamin Mendy e Kamil Glik. La squadra di Jardim, grazie all'affermazione di talenti del vivaio come Tiémoué Bakayoko, Bernardo Silva e Kylian Mbappé, esprime sin da subito un calcio piacevole e offensivo, che le consente di superare quota 100 gol segnati in stagione già nel febbraio 2017, con una media di quasi 3 gol a partita. Il club monegasco parte bene in UEFA Champions League, eliminando nel preliminare il Villarreal (vittoria per 2-1 in trasferta e 1-0 in terra amica). Vince il proprio girone con 3 vittorie, 2 pareggi e una sconfitta e si qualifica dunque per la fase a eliminazione diretta, dove elimina il Manchester City agli ottavi di finale (sconfitta per 5-3 al City of Manchester e vittoria per 3-1 al Louis II) e il Borussia Dortmund ai quarti (imponendosi per 2-3 al Westfalenstadion e in casa per 3-1), ottenendo così una semifinale che mancava dal 2003-2004. Qui è eliminato, come due anni prima, dalla Juventus, vittoriosa per 2-0 al Louis II e per 2-1 nel ritorno allo Juventus Stadium. Sul fronte nazionale destano clamore due sconfitte in finale contro il Paris Saint-Germain. La prima è un 4-1 subito il 1º aprile 2017 al Parc Olympique Lyonnais di Lione nella finale di Coppa di Lega; la seconda è un 5-0 patito il 26 aprile nella semifinale di Coppa di Francia a causa del turn-over voluto da Jardim, che rinuncia a tutti i titolari in vista della semifinale di andata Champions League contro la Juventus. Il 17 maggio 2017, battendo per 2-0 il Saint-Étienne, il Monaco si aggiudica per l'ottava volta il campionato francese, con una giornata di anticipo.
Il Monaco conclude la stagione 2017-2018 al secondo posto con 80 punti, 13 in meno dei campioni del PSG e 2 in più del Lione terzo, mentre in UEFA Champions League conclude all'ultimo posto il girone, con soli due punti.
Più tribolata è la stagione 2018-2019. In virtù del secondo posto in Ligue 1 della stagione precedente, il club si qualifica per la fase a gironi di UEFA Champions League, dove viene inserita in un arduo girone. A seguito anche del pessimo rendimento in campionato, nell'ottobre 2018 Jardim viene esonerato e sostituito con Thierry Henry, sotto la cui gestione la squadra viene eliminata già nella fase a gironi di UEFA Champions League, concludendo il gruppo all'ultimo posto (seconda volta nelle ultime due stagioni) e con un solo punto guadagnato in sei incontri e registrando, in totale, una differenza reti di -12. Nel gennaio 2019 Jardim è richiamato in panchina dopo la brutta eliminazione ai sedicesimi di Coppa di Francia. La squadra chiude il campionato al diciassettesimo posto, appena tre punti sopra la zona retrocessione.
Nella stagione 2019-2020 Jardim viene esonerato dopo 19 partite di campionato, con la squadra al settimo posto in Ligue 1; gli subentra Robert Moreno, che non va oltre il nono posto finale. Nell'annata successiva, sotto la guida di Niko Kovač, la squadra ottiene il terzo posto, facendo così ritorno in UEFA Champions League nella stagione seguente, ma il percorso nella massima competizione europea si interromperà ai play-off. Il terzo posto è confermato nella stagione seguente, mentre in Europa League il percorso si ferma agli ottavi: per il secondo anno consecutivo il Monaco fallisce l'accesso ai gironi di Champions, fermandosi al terzo turno. Il cammino in Europa League si interrompe agli spareggi, mentre in campionato il Monaco termina sesto e, a causa del successo del Tolosa in Coppa di Francia, non si qualifica a una competizione europea dopo due anni. Nella Ligue 1 2023-2024 viene centrato il secondo posto, valido per la qualificazione ai gironi di Champions.

## Colori e simboli

### Colori

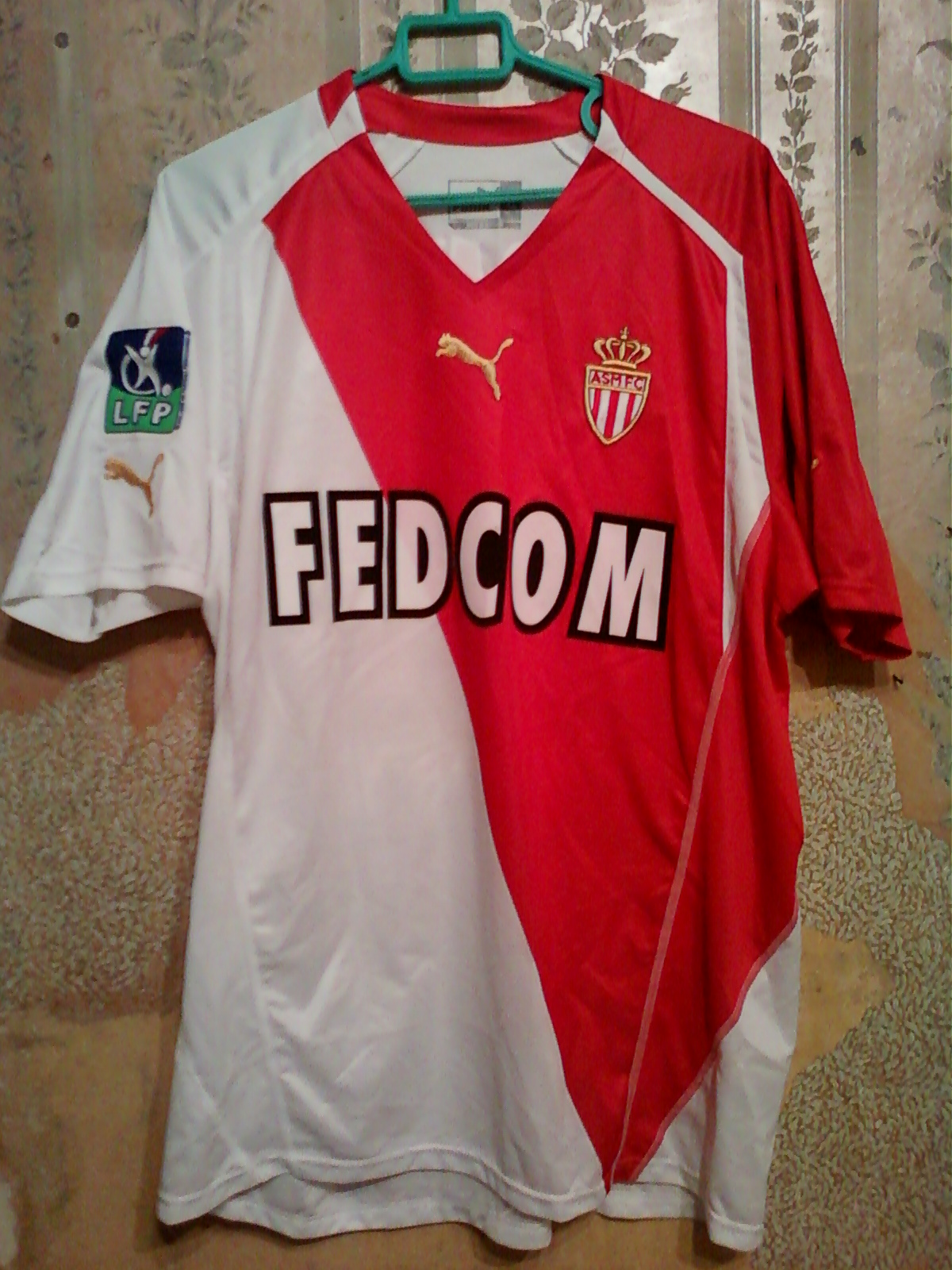
La classica maglia trinciata biancorossa del Monaco.

La scelta dei colori della tradizionale maglia fu il rosso e il bianco. Nella stagione 1960-61 viene per la prima volta introdotta la fantasia attualmente in uso, ovvero una maglia trinciata biancorossa. Questa divisa va inizialmente ad affiancarsi a quella tradizionale palata, sempre biancorossa.
Viene confermata la divisa introdotta nel 1970, firmata Le Coq Sportif; tale maglia, sempre costituita da una metà rossa e una bianca, è abbinata con dei pantaloncini bianchi e dei calzettoni rossi. Invece nelle gare di Coppa di Francia la squadra utilizza una divisa firmata adidas con lo sponsor Perrier; tale maglia è abbinata con pantaloncini rossi e calzettoni bianchi.
Nella stagione 1977-78 i colori del pantaloncino e dei calzettoni si invertono (i primi bianchi e i secondi rossi). Questo durò solo una stagione, visto che dalla successiva ritornò con la vecchia divisa.
Nella stagione 1987-88 vengono confermate tutte le divise introdotte nella stagione precedente, firmate Adidas e sponsorizzate da TMC (Telé Monte Carlo) e Alain Afflelou. Nella stagione 1997-98 il colore della manica della maglietta cambia da bianco a rosso, con aggiunta di righe bianche ai bordi dei pantaloncini rossi. Nella stagione 1999-2000 la divisa subisce una lieve modifica nel motivo, in particolare i calzoncini, per metà bianchi e metà rossi.
Nella stagione 2003-04 vengono tolte le righe rosse nei pantaloncini, rimasti bianchi. Tre anni dopo la divisa subisce una lieve modifica, in particolare i pantaloncini.

### Simboli ufficiali

#### Stemma
Il primo stemma del club, utilizzato all'inizio degli anni '70, era costituito da uno scudo diviso in due parti. La metà superiore era di colore rosso con una stella bianca al centro, che rappresentava il principato di Monaco, mentre la metà inferiore era di colore bianco con la lettera "M" in rosso. Questo stemma era stato utilizzato per la prima volta nel 1960, quando il club si chiamava AS Monaco FC.
Nel 1976, il club ha cambiato il proprio nome in AS Monaco e ha adottato uno stemma completamente nuovo. Lo stemma era costituito da un escudo diviso in due parti, con la metà superiore di colore rosso e la metà inferiore di colore bianco. Al centro dello scudo c'era una figura stilizzata di un calciatore che teneva un pallone, con il nome del club scritto in grassetto sopra di esso.
Nel 1982, lo stemma è stato modificato per includere un disegno più stilizzato del calciatore e un font diverso per il nome del club. Nel 1995, lo stemma è stato di nuovo modificato per includere il motto "Deo Juvante", che significa "Con l'aiuto di Dio". Questo motto era stato utilizzato in precedenza dal club e risale al periodo in cui la squadra era conosciuta come Association Sportive de Monaco.
Nel 1998, il club ha adottato lo stemma attuale. Lo stemma presenta un pallone da calcio stilizzato al centro dello scudo, con il nome del club scritto sopra di esso in grassetto. Sopra il pallone c'è una corona, che rappresenta il principato di Monaco, mentre sotto il pallone c'è la scritta "AS Monaco FC" in grassetto. Lo stemma è di colore rosso e bianco, che sono i colori tradizionali del club.

#### Inno
L'inno ufficiale dell'AS Monaco, intitolato "Monaco, notre histoire" ("Monaco, la nostra storia"), è stato scritto da Gerard Baldet e composto da David Toinet. È stato presentato per la prima volta nel 2015 in occasione della celebrazione del 90º anniversario del club.
La canzone inizia con una melodia delicata e trascinante, accompagnata da un coro di voci femminili che cantano "Monaco, notre histoire". La voce maschile solista entra poi in scena, intonando la prima strofa:
"Depuis 90 ans, nous portons le maillot
Et sur le Rocher, nous avons écrit l'histoire
Nos couleurs en rouge et blanc, sont fierté
Et pour nos fans, notre coeur ne cesse de vibrer"
La canzone celebra la storia del club, che ha portato il nome di Monaco in tutto il mondo grazie alle sue prestazioni sul campo e alla passione dei suoi tifosi. Le strofe successive parlano dell'orgoglio dei giocatori nell'indossare la maglia rossa e bianca del club, e della loro determinazione nel rappresentare Monaco con onore e devozione.
La canzone presenta un ritornello potente e coinvolgente, con il coro che canta "Monaco, notre histoire" ripetutamente, accompagnato dal battito del tamburo e dal suono degli archi. Il ritornello è seguito da una strofa che esalta l'energia e la passione dei tifosi del club:
"Et nos supporters, toujours présents
Ils font vibrer le stade Louis II
Leur soutien est notre force
Pour Monaco, ils donnent tout leur coeur"
La canzone termina con una ripetizione del ritornello, mentre la melodia si fa più intensa e trascinante. L'inno dell'AS Monaco FC è diventato un simbolo importante per i tifosi del club, che lo cantano con orgoglio e passione durante le partite e gli eventi del club.

## Strutture

### Stadio

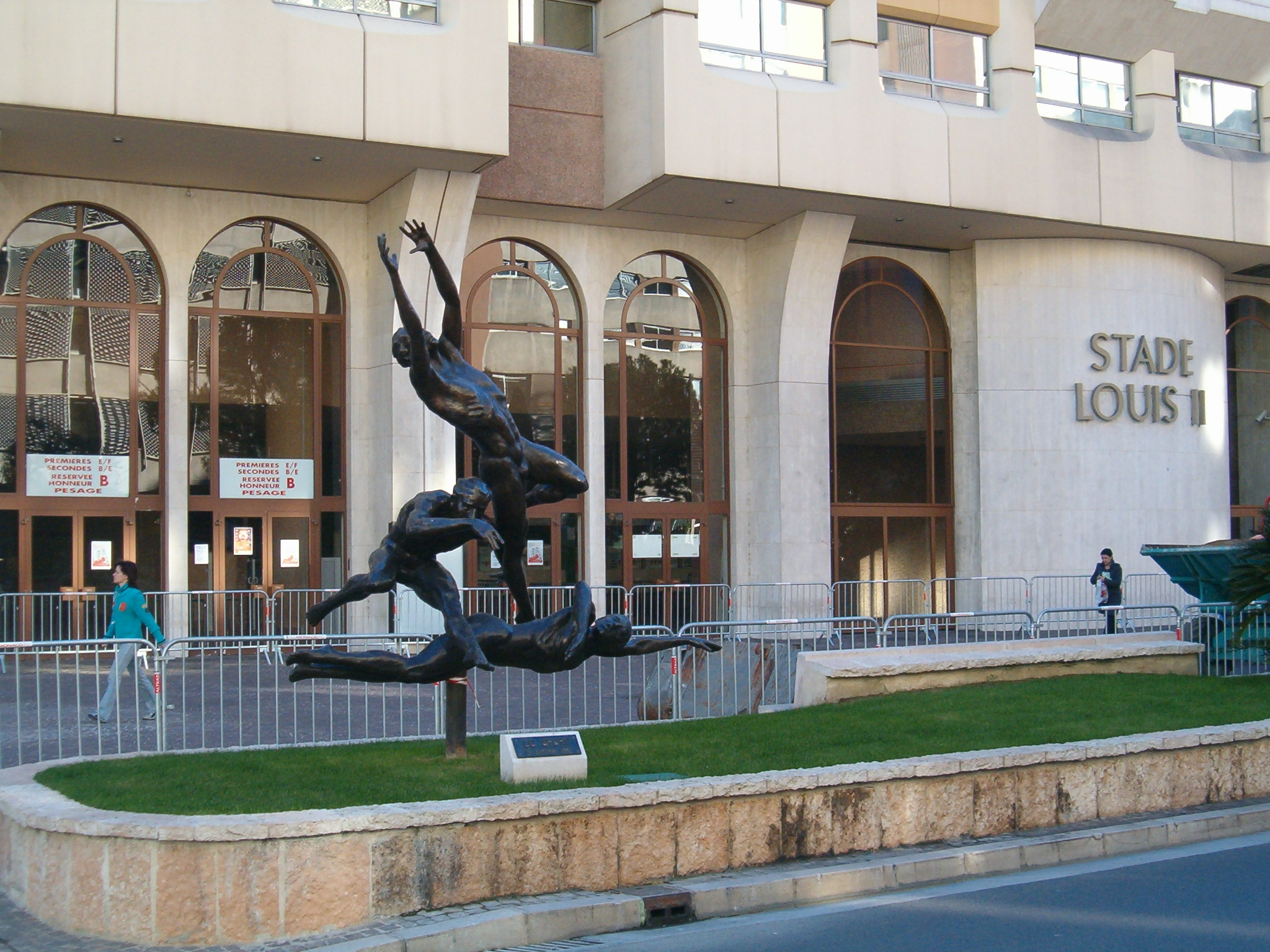
L'esterno dello Stade Louis II

Il Monaco gioca le partite interne nello Stadio Louis II, un vero e proprio gioiello, unico nel suo genere e situato all'interno del principato. L'impianto (che dal 1998 al 2012 ha ospitato ininterrottamente le sfide di Supercoppa Europea), aperto nel 1939 e ristrutturato nel 1985, ha una capienza di 18 523 posti. Le partite più importanti che il Monaco ha giocato in questo impianto sono la semifinale di UEFA Champions League 1997-98, di Coppa delle Coppe 1989-90, 1991-92 e di Coppa UEFA 1996-97. L'impianto ospita anche le partite della Nazionale di calcio del Principato di Monaco. In precedenza il club ha giocato nello Stade des Moneghetti.

### Centro di allenamento
Il centro d'allenamento di Turbia, noto solo con il nome "La Turbie", è utilizzato dal club del principato a partire dalla stagione 1981-82. Nel 2003 il centro di formazione è stato ricostruito, diventando ultra-moderno, dotato di grandi spogliatoi, una sala per trattamenti, una zona relax, formata da piscine ed idromassaggi. Inoltre nel 2006 vi è stata costruita una sala stampa per i giornalisti.

## Società

### Organigramma societario
- Presidente: Dmitrij Rybolovlev.
- Vicepresidente: Oleg Petrov.
- Allenatore: Philippe Clement.
- Assistenti Allenatore: João Carlos Valado Tralhão, Patrick Kwame Ampadu.
- Preparatori Portieri: André Amitrano; Flavio Roma; Samuel Delcroix.
- Preparatori Atletici: Carlo Spignoli; Filippo Sassi; Hervé Grolleau.
- Team Manager: Bernard Veronico.
- Direttore Generale:Carica Vacante .
- Direttore Generale Aggiunto: Nicolas Holveck.
- Consigliere del vicepresidente: Filips Dhondt.
- Direttore Esecutivo: Olga Dementyeva.
- Direttore Sportivo: Michael Emenalo.
- Direttore dell'Organizzazione e della Sicurezza: Antoine Vion.
- Direttore Area Medica: Philippe Kuentz.
- Direttore Centro Formazione: Manuel Pires.
- Direttore Commerciale: Juli Ferre Nadal.
- Direttore Settore Giovanile: Manuel Pires.
- Responsabile Comunicazione: Julien Crevelier.
- Responsabile Comunicazione Sportiva: Bruno Skropeta.
- Responsabile Finanziario: Emmanuel Bianchi.
- Responsabile Marketing: Julien Crevelier.
- Responsabile Rapporti con la Stampa: Bruno Skropeta.
- Responsabile Rapporti Internazionali: Bruno Skropeta.
- Responsabile Scuola e Studi Sett. Giovanile: Virginie Gollino.
- Osservatore: Serge Recordier.
- Presidente Association : Michel Aubery.
- Ambasciatore: Ludovic Giuly

### Settore giovanile
Il Centro di formazione del Monaco nasce nel 1955, con lo scopo di far nascere dei campioni. La sede principale è La Turbie, da cui deriva il nome del Centro di formazione La Turbie.
Dal 1955 ad oggi ricordiamo quattro giocatori che vinsero o un europeo o un mondiale: Thierry Henry, David Trezeguet, Kylian Mbappé, Lilian Thuram e Emmanuel Petit.

## Allenatori e presidenti

### Allenatori
L'AS Monaco ha avuto nel corso della sua storia una serie di allenatori che hanno contribuito al successo e alla crescita del club. Tra i più importanti ricordiamo Lucien Leduc, Arsène Wenger, Jean Tigara, Didier Deschamps e Leonardo Jardim.
Lucien Leduc è considerato uno degli allenatori più iconici nella storia del Monaco. Durante i suoi due mandati, ha portato il club a vincere due titoli di campione di Francia (1960-1961, 1962-1963) e una Coppa di Francia (1959-1960). Sotto la sua guida, il Monaco è diventato una squadra di spicco nel panorama calcistico francese. 
Arsène Wenger è uno dei più famosi allenatori del Monaco. Durante il suo mandato, ha guidato il club alla vittoria del campionato francese nel 1987-1988 e alla Coppa di Francia nel 1990-1991. È noto per il suo stile di gioco offensivo e per aver sviluppato giovani talenti.
Jean Tigana è stato l'allenatore del Monaco durante un periodo di grande successo per il club. Sotto la sua guida, il Monaco ha raggiunto una seminale della UEFA Champions League, perdendo contro la Juventus, e una semifinale di Coppa UEFA. Ha anche guidato la squadra alla vittoria della Ligue 1 nel 1996-1997 e alla Supercoppa di Francia nel 1997.
Didier Deschamps è stato l'allenatore del Monaco quando il club ha raggiunto un altro grande traguardo nella sua storia. Nel 2003-2004, ha guidato il Monaco fino alla finale della UEFA Champions League, dove è stato sconfitto dal Porto.
Leonardo Jardim è stato l'allenatore del Monaco durante un periodo di grande successo per il club. Nel 2016-2017, ha guidato il Monaco alla vittoria della Ligue 1, rompendo il dominio del Paris Saint-Germain. In quella stagione, il Monaco ha anche raggiunto le semifinali della UEFA Champions League, mostrando un calcio offensivo e spettacolare.
Di seguito è riportata la lista completa degli allenatori che si sono succeduti alla guida del club nel corso della sua storia.
- 1948-1950  Jean Batmale
- 1950-1952  Elek Schwartz
- 1952-1953  Angelo Grizzetti
- 1953-1956  Ladislav Dupal
- 1956-1957  Anton Marek
- 1958-1963  Lucien Leduc
- 1963-1965  Roger Courtois
- 1965-1966  Louis Pironi
- 1966-1968  Pierre Sinibaldi
- 1968-1969  Pierre Sinibaldi (1 lug.-10 gen.)
 Louis Pironi (11 gen.- 30 giu.)
- 1969-1970  Robert Domergue
- 1970-1972  Jean Luciano
- 1972-1974  Rubén Bravo
- 1974-1975  Alberto Muro (1 lug.-31 dic.)
 Armand Forcherio (1 gen.- 30 giu.)
- 1976-1979  Lucien Leduc
- 1979-1983  Gérard Banide
- 1983-1986  Lucien Muller
- 1986-1987  Ștefan Kovács
- 1987-1994  Arsène Wenger
- 1994-1995  Jean-Luc Ettori (1 lug.-29 gen.)
 Gérard Banide (1 feb.- 30 giu.)
- 1995-1998  Jean Tigana
- 1998-1999  Jean Tigana (1 lug.-31 dic.)
 Claude Puel (1 gen.- 30 giu.)
- 1999-2001  Claude Puel
- 2001-2005  Didier Deschamps
- 2005-2006  Didier Deschamps (1 lug.-18 set.)
 Francesco Guidolin (4 ott.- 30 giu.)
- 2006-2007  László Bölöni (1 lug.-23 ott.)
 Laurent Banide (23 ott.- 30 giu.)
- 2007-2009  Ricardo Gomes
- 2009-2010  Guy Lacombe
- 2010-2011  Guy Lacombe (1 lug.-23 ott.)
 Laurent Banide (23 ott.- 30 giu.)
- 2011-2012  Laurent Banide (1 lug.-12 set.)
 Marco Simone (13 set.- 30 giu.)
- 2012-2014  Claudio Ranieri
- 2014-2018  Leonardo Jardim
- 2018-2019  Leonardo Jardim (1 lug.-11 ott.)
 Thierry Henry (13 ott.- 24 gen.)
 Leonardo Jardim (25 gen.- 30 giu.)
- 2019-2020  Leonardo Jardim (1 lug.-28 dic.)
 Robert Moreno (28 dic.-19 lug.)
- 2020-2021  Niko Kovač
- 2021-2022  Niko Kovač (1 lug.-1 gen.)
 Stéphane Nado (1-3 gen ad interim)
 Philippe Clement (3 gen.-30 giu.)
- 2022-2023  Philippe Clement
- 2023-  Adolf Hütter

### Presidenti

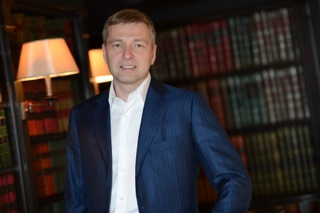
Dmitrij Rybolovlev, presidente del club dal 2011.

In più di 50 anni di storia societaria dall'acquisizione dello status, alla guida dell'Association Sportive de Monaco Football Club, società calcistica francese con sede a Monaco, si sono avvicendati 17 presidenti. Il primo presidente della società monegasca, sin da prima dello status, fu Martin Robin, uno dei suoi fondatori.
Il presidente più longevo nella storia del club è Jean-Louis Campora (15 trofei) che, a partire dal 15 giugno 1975, ha guidato la società per 28 anni, fino al 2003. Il 10 aprile 2008 un'assemblea dei soci ha eletto il primo presidente che non sia monegasco: il francese Jérôme de Bontin (in carica fino alla fine di marzo 2009). Il 23 dicembre 2011 un'assemblea dei soci straordinaria ha eletto presidente il magnate russo Dmitrij Rybolovlev, primo magnate e straniero a ricoprire tale carica nella storia del club monegasco.
- 1924-1948  ...
- 1948-1951  Étienne Boéri
- 1952-1953  Roger-Félix Médecin
- 1953-1954  ...
- 1954-1955  Joseph Fissore
- 1955-1956  Charles Campora
- 1956-1957  Roger-Félix Médecin
- 1957-1958  ...
- 1958-1959  Charles Campora
- 1959-1960  ...
- 1960-1963  Antoine Romagnan
- 1963-1964  ...
- 1964-1968  Max Principale
- 1968-1969  ...
- 1969-1970  Edmond Aubert
- 1970-1972  Henry Rey
- 1972-1973  ...
- 1973-1974  Henri Orengo
- 1974-1975  ...
- 1975-1976  Henri Corvetto
- 1976-2003  Jean-Louis Campora
- 2003-2004  Pierre Svara
- 2004-2008  Michel Pastor
- 2008-2009  Jérôme De Bontin
- 2009-2011  Étienne Franzi
- 2011-  Dmitrij Rybolovlev

## Calciatori

David Trezeguet, al Monaco dal 1995 al 2000: l'attaccante franco-argentino fu campione del mondo 1998 e campione d'Europa 2000 con la nazionale francese, durante la militanza nel Principato.

I calciatori emblematici del Monaco sono, secondo la FIFA, quelli protagonisti della conquista del titolo di campione di Francia nel 1961: Henri Biancheri (1957-1964), Michel Hidalgo (1957-1966) e Marcel Artélésa (1961-1966). Alla fine degli anni settanta si ricordano Jean Petit (1969-1982), Delio Onnis (1973-1980) e Jean-Luc Ettori (1975-1994) protagonisti della rinascita del club, della scalata in Division 1, della vittoria in Coppa di Francia nel 1960 e della conquista del titolo di campione nazionale nella stagione successiva. Altri calciatori noti per le loro prestazioni con il Monaco sono: Claude Puel (1979-1996), Manuel Amoros (1980-1989), Bruno Bellone (1980-1987), Umberto Barberis (1980-1982), Marcel Dib (1985-1993), Luc Sonor (1986-1995), Glenn Hoddle (1987-1991), George Weah (1988-1992), Emmanuel Petit (1989-1997), Youri Djorkaeff (1990-1995), Lilian Thuram (1991 -1996), Jürgen Klinsmann (1992-1994), Victor Ikpeba (1993-1999), Vincenzo Scifo (1993-1997), Thierry Henry (1994-1999), David Trezeguet (1995-2000), Fabien Barthez (1995-2000), Ludovic Giuly (1998-2004 / 2011-2012), Sébastien Squillaci (2002-2006), Yaya Touré (2006-2007), James Rodríguez (2013-2014), Kylian Mbappé (2015-2017) Radamel Falcao (2013-2014 / 2016-2019).
Nei primi anni sessanta militarono inoltre in squadra, oltre ai già citati Marcel Artélésa, Henri Biancheri e Michel Hidalgo, anche Lucien Cossou e Yvon Douis.
Delio Onnis è il calciatore che occupa un posto privilegiato nella storia societaria; è infatti il capocannoniere all-time con 223 reti. Jean-Luc Ettori è invece il giocatore con più presenze, con 755 partite giocate, dietro di lui Claude Puel. Thierry Henry militò nel Monaco dal 1993 al 1999: fu protagonista nella vittoria del campionato francese nel 1997 e fu inoltre premiato come miglior giovane della Ligue 1 dall'UNFP lo stesso anno. Victor Ikpeba, facente altrettanto parte della squadra che vince il campionato nel 1997, è il quinto miglior marcatore di sempre della storia del Monaco.
Radamel Falcao fu protagonista insieme al giovane rivelazione Kylian Mbappé della storica Vittoria contro il psg del campionato 2016/2017.

### Vincitori di titoli
Campioni del mondo
- Fabien Barthez (Francia 1998)
- Thierry Henry (Francia 1998)
- David Trezeguet (Francia 1998)
- Thomas Lemar (Russia 2018)
- Djibril Sidibé (Russia 2018)

 Campioni d'Europa
- Manuel Amoros (Francia 1984)
- Yvon Le Roux (Francia 1984)
- Bernard Genghini (Francia 1984)
- Bruno Bellone (Francia 1984)
- Daniel Bravo (Francia 1984)
- John Sivebæk (Svezia 1992)
- Fabien Barthez (Belgio-Paesi Bassi 2000)
- David Trezeguet (Belgio-Paesi Bassi 2000)

### Contributo alle nazionali
48 calciatori sono stati selezionati dalla nazionale francese durante il loro periodo di militanza nel Monaco. Il primo della serie fu Lazare Gianessi, che collezionò 14 convocazioni fra il 1952 ed il 1954.
In occasione della Coppa del Mondo 1982 quattro giocatori del Monaco fecero parte della selezione francese, allenata da Michel Hidalgo, con un passato da calciatore fra le file della squadra del principato; furono Jean-Luc Ettori, Manuel Amoros, Bruno Bellone e Alain Couriol, che presenziarono ognuno in almeno una partita della competizione, terminata dai galletti al quarto posto.

## Palmarès

### Competizioni nazionali
- Campionato francese: 8

1960-1961, 1962-1963, 1977-1978, 1981-1982, 1987-1988, 1996-1997, 1999-2000, 2016-2017
- Coppa di Francia: 5

1959-1960, 1962-1963, 1979-1980, 1984-1985, 1990-1991
- Coppa di Lega francese: 1

2002-2003
- Supercoppa francese: 4

1961, 1985, 1997, 2000
- Coppa Charles Drago: 1

1961
- Ligue 2: 1

2012-2013

### Competizioni internazionali
- Coppa delle Alpi: 3

1979, 1983, 1984

### Competizioni giovanili
- Coppa Gambardella: 5

1962, 1972, 2011, 2016, 2023

## Statistiche e record

### Partecipazione ai campionati e ai tornei internazionali

#### Campionati nazionali
Dalla stagione 1948-1949 alla 2024-2025 il club ha ottenuto le seguenti partecipazioni ai campionati nazionali:
| Livello | Categoria  | Partecipazioni | Debutto   | Ultima stagione | Totale |
| ------- | ---------- | -------------- | --------- | --------------- | ------ |
| 1°      | Division 1 | 43             | 1953-1954 | 2001-2002       | 66     |
| 1°      | Ligue 1    | 23             | 2002-2003 | 2024-2025       | 66     |
| 2°      | Division 2 | 9              | 1948-1949 | 1976-1977       | 11     |
| 2°      | Ligue 2    | 2              | 2011-2012 | 2012-2013       | 11     |

Tutte le stagioni sportive a partire dalla conquista status ufficiale (1948), inclusi i campionati di Division 1 e Division 2. Sono escluse le partecipazioni ai campionati prima della conquista dello status ufficiale (1948), ove il Monaco ha partecipato maggiormente alla Ligues régionales.

#### Tornei internazionali
Alla stagione 2022-2023 il club ha ottenuto le seguenti partecipazioni ai tornei internazionali:
| Categoria                                | Partecipazioni | Debutto   | Ultima stagione |
| ---------------------------------------- | -------------- | --------- | --------------- |
| Coppa dei Campioni/UEFA Champions League | 16             | 1961-1962 | 2018-2019       |
| Coppa delle Coppe                        | 6              | 1974-1975 | 1992-1993       |
| Coppa UEFA/UEFA Europa League            | 12             | 1979-1980 | 2022-2023       |

### Statistiche di squadra
In 75 stagioni sportive a partire dalla conquista dello status ufficiale, risalente al 1948, Il Monaco ha disputato 63 campionati di massima serie (43 campionati di Division 1 e 20 di Ligue 1), 11 campionati di seconda serie (9 campionati di Division 2 e 2 di Ligue 2). I monegaschi hanno terminato il campionato 7 volte primi, 6 volte secondi e 10 volte terzi.
In base alle partite ufficiali finora disputate, la miglior vittoria del Monaco è il 9-0 della stagione 1985-86 contro il Bordeaux (Division 1 1985-1986) mentre la peggiore sconfitta è il 6-0 subito proprio contro il Bordeaux nella stagione 2007-08 (Ligue 1 2007-2008).
Nella stagione 2013-14, allora allenata da Claudio Ranieri, il Monaco ha fatto il suo record personale di punti: 80. Nella stagione 1960-61 il club monegasco fa il suo record di punti: 57 (in quel tempo i punti per vittoria erano 2 e non 3). Nella stessa stagione fa il record di vittorie totali in un campionato: 26. Nella stagione 1985-86, il club del principatino incassa 19 pareggi, realizzando il record personale di più pareggi incassati.
Sono ben 89 i gol che il Monaco ha fatto in un campionato: in Division 1 1972-1973. Due stagioni prima ha subito meno gol fino ad oggi in un campionato: solo 23 gol, eguagliando ciò fatto nella Division 1 1952-53.
A livello di coppe nazionali il Monaco è al quinto posto per numero di vittorie (5 Coppe di Francia) ed al quarto posto di finali disputate, assieme al Paris Saint-Germain, Sète e Rennes: 1973-74, 1983-84, 1988-89 e 2009-10. Sono ben 5 le partecipazioni per il club monegasco alla Supercoppa di Francia: 1960, 1961, 1985, 1997 e 2000.
L'avversario affrontato più volte dal Monaco in gare ufficiali è il Lens (104 volte), seguita dal Bordeaux (100 volte), dal Lione (97 volte) e dal Sochaux (95 volte).
A livello internazionale la miglior vittoria è per 8-0, ottenuto contro lo Swansea City nel primo turno della Coppa delle Coppe 1991-1992, mentre la peggior sconfitta è un 4-0, subito nella fase a gironi della UEFA Champions League 2018-2019 contro il Club Bruges.

### Statistiche individuali
Il giocatore con più presenze nelle competizioni europee è Jean-Luc Ettori a quota 60, mentre il miglior marcatore è Victor Ikpeba con 14 gol.
| Record di presenze - 755 Jean-Luc Ettori - 602 Claude Puel - 428 Jean Petit - 349 Manuel Amoros - 334 Christian Dalger | Record di reti - 223 Delio Onnis - 118 Wissam Ben Yedder - 115 Lucien Cossou - 89 Christian Dalger - 83 Radamel Falcao |

## Organico

### Rosa 2025-2026
Aggiornato all'8 agosto 2025.
| N. |                        | Ruolo | Calciatore               |
| -- | ---------------------- | ----- | ------------------------ |
| 1  | Finlandia (bandiera)   | P     | Lukáš Hrádecký           |
| 2  | Brasile (bandiera)     | D     | Vanderson                |
| 3  | Inghilterra (bandiera) | D     | Eric Dier                |
| 4  | Paesi Bassi (bandiera) | D     | Jordan Teze              |
| 5  | Germania (bandiera)    | D     | Thilo Kehrer             |
| 6  | Svizzera (bandiera)    | C     | Denis Zakaria (capitano) |
| 7  | Marocco (bandiera)     | A     | Eliesse Ben Seghir       |
| 8  | Francia (bandiera)     | C     | Paul Pogba               |
| 9  | Stati Uniti (bandiera) | A     | Folarin Balogun          |
| 10 | Russia (bandiera)      | C     | Aleksandr Golovin        |
| 11 | Francia (bandiera)     | C     | Maghnes Akliouche        |
| 12 | Brasile (bandiera)     | D     | Caio Henrique            |
| 13 | Francia (bandiera)     | D     | Christian Mawissa        |
| 14 | Danimarca (bandiera)   | A     | Mika Biereth             |
| 15 | Senegal (bandiera)     | C     | Lamine Camara            |

| N. |                           | Ruolo | Calciatore          |
| -- | ------------------------- | ----- | ------------------- |
| 16 | Svizzera (bandiera)       | P     | Philipp Köhn        |
| 17 | Costa d'Avorio (bandiera) | D     | Wilfried Singo      |
| 18 | Giappone (bandiera)       | A     | Takumi Minamino     |
| 19 | Francia (bandiera)        | A     | George Ilenikhena   |
| 20 | Francia (bandiera)        | D     | Kassoum Ouattara    |
| 22 | Ghana (bandiera)          | D     | Mohammed Salisu     |
| 27 | Senegal (bandiera)        | A     | Krépin Diatta       |
| 28 | Francia (bandiera)        | C     | Mamadou Coulibaly   |
| 29 | Germania (bandiera)       | A     | Paris Brunner       |
| 31 | Spagna (bandiera)         | A     | Ansu Fati           |
| 36 | Svizzera (bandiera)       | A     | Breel-Donald Embolo |
| 37 | Francia (bandiera)        | C     | Edan Diop           |
| 41 | Francia (bandiera)        | A     | Lucas Michal        |
| 50 | Francia (bandiera)        | P     | Yann Lienard        |
| 88 | Francia (bandiera)        | C     | Soungoutou Magassa  |

### Staff tecnico
Staff tecnico aggiornato al 9 marzo 2025.
- Allenatore:  Adolf Hütter
- Vice-allenatore:  Christian Peintinger
- Vice-allenatore:  Klaus Schmidt
- Vice-allenatore:  Damien Perrinelle
- Allenatore dei portieri:  Frederic De Boever
- Preparatore atletico:  Sandy Guichard